# Club Anibal Zahlé
Maillots
Le Club Anibal Zahlé (en arabe : أنيبال زحلة), est un club libanais de basket-ball fondé en 1950 et basé à Zahlé. Il évolue en deuxième division libanais.

## Histoire
Durant la saison 2002-2003, l'équipe perd la finale de la coupe du Liban contre  le Club sportif La Sagesse (85-104).
En 2012, le club remporte le tournoi international de Dubaï après battu le club émirati Shabab Al-Ahli (89-79) en finale.
Durant la saison 2011-2012, le Club Anibal Zahlé perd la finale du championnat du Liban en quatre matchs (1-3) contre le Champville SC. 
En mai 2012, l'équipe remporte pour la première fois la coupe du Liban battant en finale le Hoops Club.
Au terme de la saison 2012-2013, le club perd la finale de la Super Coupe du Liban contre le Champville SC (83-99).
Lors de la saison 2018-2019, l'équipe remporte le championnat de deuxième division et monte en première division.

## Palmarès
| National | Tournois amicaux                                          |
| --- | --------------------------------------------------------- |
| - Championnat du Liban (0) - Finaliste : 2012 - Coupe du Liban (1) - Vainqueur : 2012 - Finaliste : 2003 - Super Coupe du Liban (0) - Finaliste : 2013 | - Tournoi international de Dubaï (1) : - Vainqueur : 2012 |

## Anciens joueurs
- Rodrigue Akl
- Jeffrey Crockett
- Ndudi Ebi
- Ghaleb Rida
- Roy Samaha
- Hussein Tawbe
- Rasheim Wright